# Aeroporto di Socotra
L'Aeroporto di Socotra (مطار سقطرى الدولي: arabo) è un aeroporto situato nell'isola di Socotra nello Yemen (IATA: SCT, ICAO: OYSQ). È l'unico aeroporto commerciale che serve l'isola yemenita di Socotra nel Mar Arabico e il suo capoluogo Hadibu. L'aeroporto dell'isola yemenita ha voli giornalieri che collegano l'isola al vicino aeroporto di Al-Mukalla (Riyan Airport) sulla terraferma in cui tutti i velivoli fanno una sosta tecnica sul loro percorso verso la capitale Sana'a o verso Aden. L'aeroporto si trova sulla strada asfaltata che collega Hadibo sulla costa settentrionale con la principale attrazione turistica all'estremo ovest dell'isola, la spiaggia di Qalansiyah, dalla quale dista circa due ore. Non è previsto alcun servizio di trasporto tra l'aeroporto e Hadibu, comunque il tragitto è percorribile con un'autovettura in un quarto d'ora ad una tariffa tra 30 e 50 Riyal yemeniti.